# Colettani

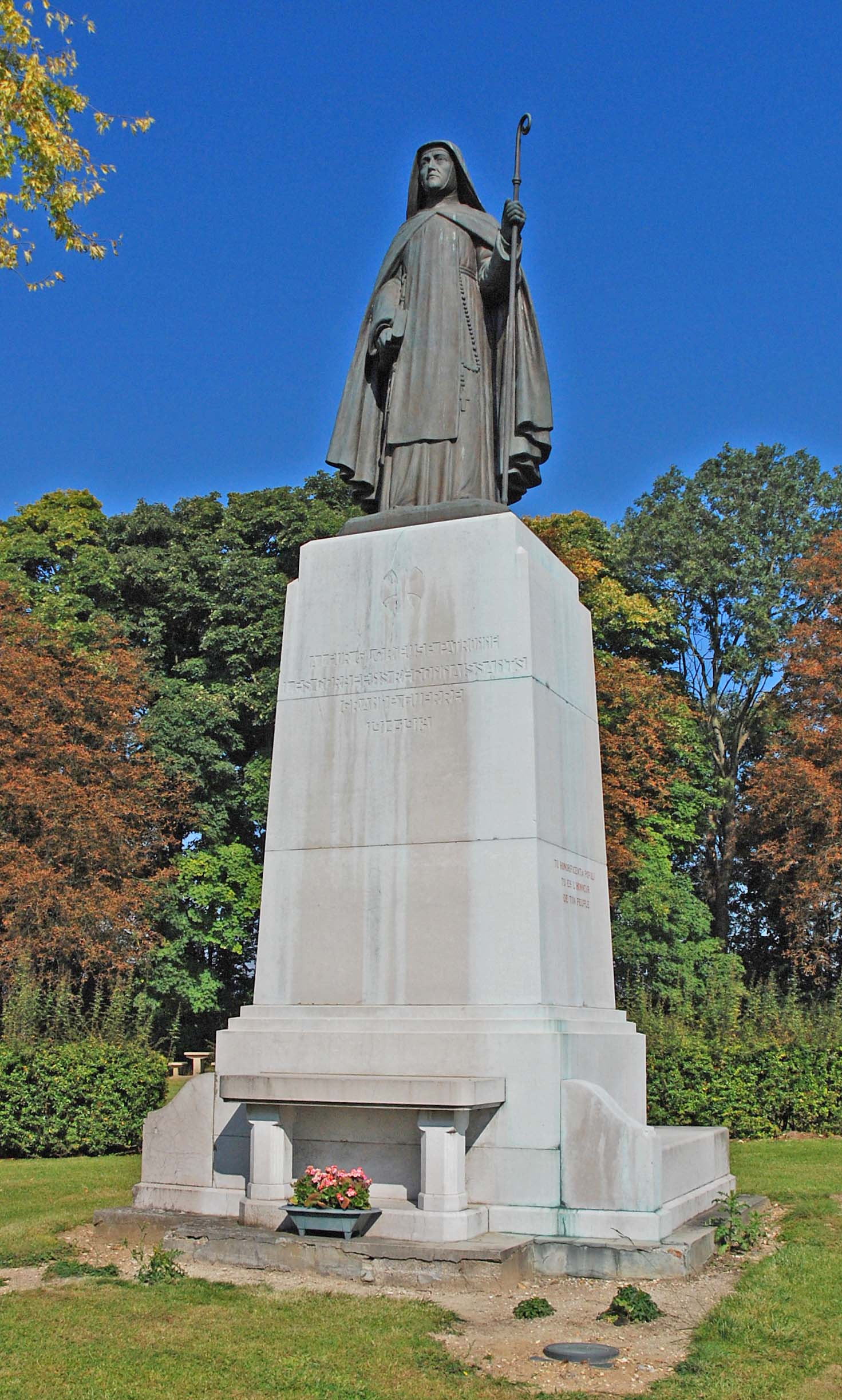
Statua di Santa Coletta a Corbie, lungo la strada tra Corbie e Albert (Francia).

I colettani sono un'antica congregazione di francescani riformati. Sorti attorno al 1410 per la direzione dei monasteri femminili colettini, vennero riconosciuti come gruppo autonomo in seno all'ordine minoritico nel 1427: vennero incorporati agli osservanti nel 1517.

## Storia
I colettani prendono il nome da Coletta di Corbie, riformatrice delle clarisse e fondatrice delle colettine. I monasteri delle clarisse colettine erano soggetti alla giurisdizione dei frati minori: di regola, a ogni monastero colettino erano assegnati quattro frati (due sacerdoti per la predicazione e le confessioni e due laici per la questua).
Le comunità di frati legati ai monasteri colettini giunsero a godere una certa autonomia dai ministri provinciali tanto che il loro capo, Enrico di Baume, consigliere di Coletta, le organizzò in congregazione autonoma e l'11 settembre 1427 si fece riconoscere la carica di vicario.
I colettani vennero uniti agli osservanti con la bolla di papa Leone X Ite et vos del 29 maggio 1517.